# Arctia ssignatum
Arctia ssignatum là một loài bướm đêm thuộc phân họ Arctiinae, họ Erebidae.